# 小野隆太郎
小野 隆太郎（おの りゅうたろう、1863年（文久3年） - 1909年（明治42年）7月21日）は、日本の法務官・政治家で、政治結社・玄洋社の社員。

## 略歴
福岡藩士・寺尾喜平太の子として生まれ、13歳で小野隆助（前姓・三木）の養子となり、養父の希望で隆太郎に改名。その後養父の改姓に伴い三木から小野姓になる。弁護士，福岡市会議員，同県会議員，台湾総督府法務官などを務めたが、45歳で早世。

## 家族
寺尾寿（天文学者）・寺尾亨（法学者）・澄川徳（医学博士）兄弟の末弟。妹は政治家の渡辺暢に嫁いだ。養父は玄洋社員で衆議院議員、香川県知事、太宰府天満宮神職を務めた小野隆助である。

## 年表
- 1888年（明治21年） - 代言人免許を取得[1]。
- 1892年（明治25年） - 福岡市議に就任[1]。
- 1896年（明治29年） - 福岡県議となる[1]。
- 1901年（明治34年） - 判事に任官される[1]。